# Njogu Demba-Nyrén
Njogu Demba-Nyrén (Bakau, 26 giugno 1979) è un ex calciatore gambiano, di ruolo attaccante.

## Palmarès

### Club

#### Competizioni nazionali
- 2. Division: 1

Esbjerg: 2005-2006
- Campionato norvegese: 1

Brann: 2007
- 1. Division: 1

Esbjerg: 2011-2012